# أوليفر كون
أوليفر كون (بالإنجليزية: Oliver Kuhn)‏ (14 أغسطس 1898 بناشفيل في الولايات المتحدة - 8 أكتوبر 1968 بتامبا في الولايات المتحدة) هو لاعب كرة قدم أمريكية ولاعب كرة سلة أمريكي في مركز ظهير ربعي. لعب مع نوتردام فايتينغ أيرش فوتبول ‏ وفاندربيلت كومودورز فوتبول ‏.